# 鹿儿岛圣方济各·沙勿略主教座堂
鹿儿岛圣方济各·沙勿略主教座堂，或称鹿儿岛沙勿略教堂（英語：Xavier Church）是隶属于日本鹿儿岛县鹿儿岛教区的一座天主教主教座堂。

## 歷史
该主教座堂得名于被誉为“历史上最伟大的传教士”、第一位踏上日本国土的传教士聖方濟各·沙勿略，他在1549年8月15日的圣母升天节抵达日本鹿儿岛并建立天主教教会。1908年，该地为了纪念曾经的传教士以及他们所作出的贡献，建立了一个石制教堂。二战期间，该教堂被损毁。之后在1949年重新修建了一座木制教堂，现在所看到的教堂为1999年所修建。1955年，教宗庇護十二世詔书其“慎心”（拉丁語：Qua sollicitudine）的称号。现今教堂外表为罗马天主教式，是鹿儿岛教区最重要的天主教堂。

## 弥撒时间
- 星期一至星期六：6:30 am, 6:30 pm （1F）

- 星期天 ：7:00 am（1F） 9:00 am （2F） 3:00 pm （1F） 英语弥撒 7:00 pm （1F）

## 例行慈善活动
- 免费膳食：每周六18：30在沙勿略公园内（下雨、降灰时在教堂内）

- 免费沐浴：每周二13：00-16：00在教堂后面的淋浴室内

## 主日学校
- 星期天弥撒后至11点
- 对象：小学生～高中生